# Frank Leistra

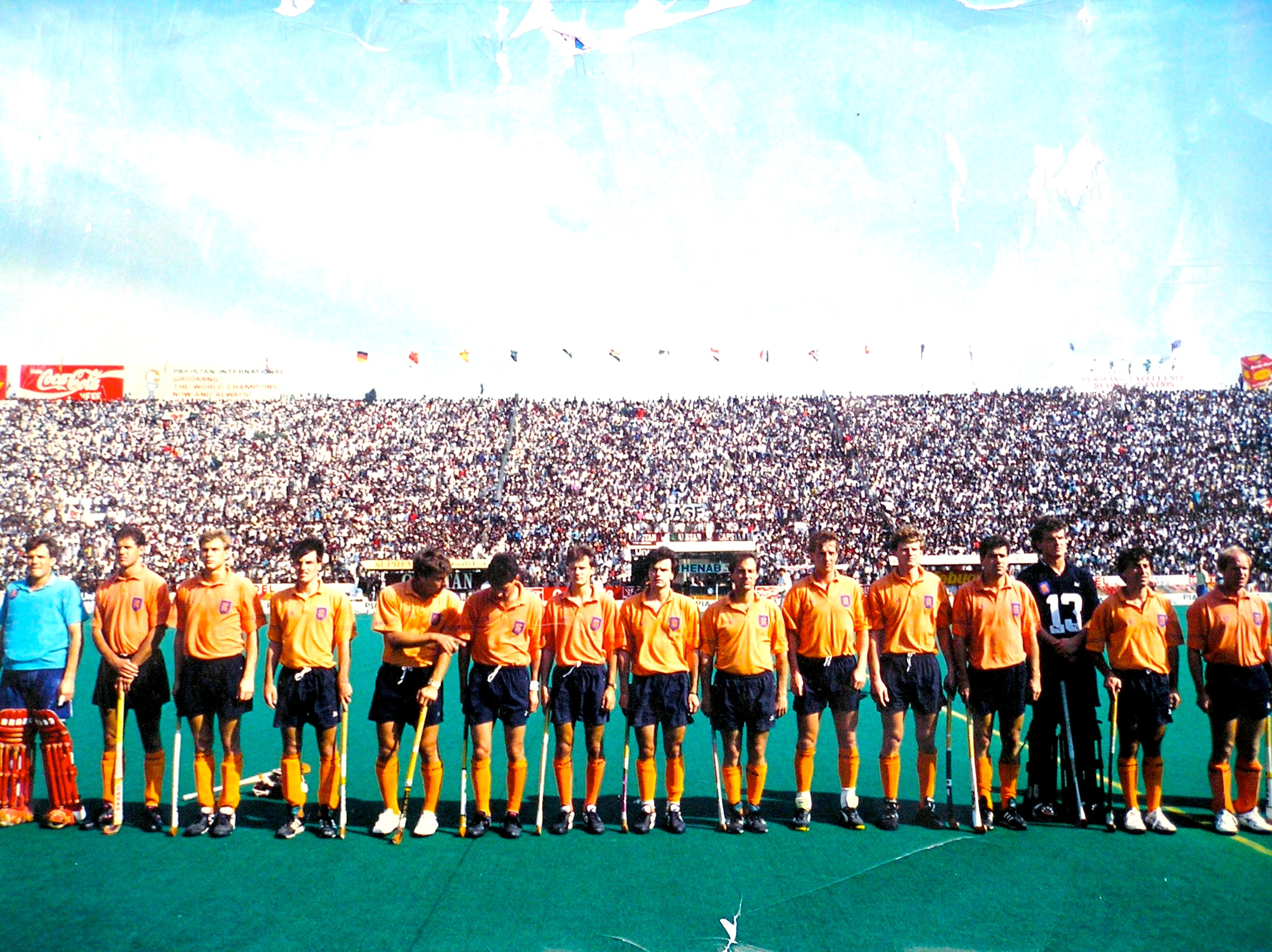
Die niederländische Mannschaft vor dem Weltmeisterschaftsfinale 1990, Leistra steht ganz links.

Frank Jan Anton Leistra (* 1. April 1960 in Delft) ist ein ehemaliger niederländischer Hockeyspieler, der bei den Olympischen Spielen 1988 die Bronzemedaille gewann. Er war Europameister 1987 und Weltmeister 1990.

## Sportliche Karriere
Der 1,85 m große Frank Leistra stand von 1985 bis 1992 in 159 Länderspielen im Tor der niederländischen Nationalmannschaft.
Seine erste internationale Medaille gewann Leistra bei der Europameisterschaft 1987 in London. Die Niederländer belegten in der Vorrunde den zweiten Platz hinter der englischen Mannschaft. Im Finale trafen die beiden Mannschaften erneut aufeinander und die Niederländer gewannen nach Siebenmeterschießen.
Bei den Olympischen Spielen 1988 in Seoul belegten die Niederländer in der Vorrunde den zweiten Platz hinter den Australiern. Im Halbfinale unterlagen die Niederländer der deutschen Mannschaft mit 1:2. Da auch die Australier ihr Halbfinale gegen die Briten verloren, trafen die Australier und die Niederländer im Spiel um den dritten Platz erneut aufeinander. Die Niederländer gewannen mit 2:1.
Bei der Weltmeisterschaft 1990 in Lahore waren die Niederländer in der Vorrunde Zweite hinter den Australiern. Nach dem 3:2-Halbfinalsieg über die deutsche Mannschaft gewannen die Niederländer im Finale mit 3:1 gegen die Mannschaft des Gastgeberlandes Pakistan. 1991 bei der Europameisterschaft in Paris gewannen die Niederländer ihre Vorrundengruppe und bezwangen im Halbfinale die englische Mannschaft mit 2:1. Im Finale unterlagen die Niederländer den Deutschen mit 1:3. 1992 trafen sich die Mannschaften Pakistans und der Niederlande bei den Olympischen Spielen in Barcelona sowohl in der Vorrunde als auch im Spiel um den dritten Platz und beide Male siegten die Pakistaner.
Auf Vereinsebene spielte Leistra für die SV Kampong.